# Nitro (Virginia Occidental)
Nitro es una ciudad ubicada en los condados de Kanawha y Putnam en el estado estadounidense de Virginia Occidental. En el Censo de 2010 tenía una población de 7178 habitantes y una densidad poblacional de 594,6 personas por km².

## Geografía
Nitro se encuentra ubicada en las coordenadas 38°25′9″N 81°49′41″O / 38.41917, -81.82806. Según la Oficina del Censo de los Estados Unidos, Nitro tiene una superficie total de 12.07 km², de la cual 11.07 km² corresponden a tierra firme y (8.28%) 1 km² es agua.

## Demografía
Según el censo de 2010, había 7178 personas residiendo en Nitro. La densidad de población era de 594,6 hab./km². De los 7178 habitantes, Nitro estaba compuesto por el 94.71% blancos, el 2.31% eran afroamericanos, el 0.46% eran amerindios, el 0.59% eran asiáticos, el 0.01% eran isleños del Pacífico, el 0.56% eran de otras razas y el 1.37% pertenecían a dos o más razas. Del total de la población el 1.59% eran hispanos o latinos de cualquier raza.